# Графология
Графоло́гия (от др.-греч. γράφω — «пишу» и λόγος — «учение») — псевдонаучное учение, согласно которому существует устойчивая связь между почерком и индивидуальными особенностями личности. Хотя вплоть до второй половины XX века методы графологии рассматривались как позволяющие исследовать индивидуальные особенности человека в психологии, в современной науке это учение рассматривается как псевдонаучное, а также относится к протонаучному способу мышления.
В медицине термин «графология» используется по отношению к изучению почерка как вспомогательного элемента при диагностике и слежении за болезнями головного мозга и нервной системы. Термин «графология» иногда некорректно применяется по отношению к почерковедению.

## Критика
Научным сообществом, как в странах бывшего СССР, так и за рубежом, достоверность заключений графологов ставится под сомнение, больши́м числом исследователей графология признаётся псевдонаукой. Британское психологическое общество рассматривает графологию наравне с астрологией — как имеющую «нулевую достоверность». Несмотря на то, что изначально графология получила некоторую поддержку в научном сообществе (работы Флакингера, Триппа и Вайнберга (1961), Локковандта (1976) и Нэво (1986)), а также на то, что некоторыми исследованиями всё же поддерживается мнение о достоверности графологических методик анализа почерка (Крамбо и Стокхольм), подавляющее большинство исследователей считает окончательно доказанным отсутствие у методов графологии какой-либо предсказательной способности.
Так, показана несостоятельность методов графологии при оценке черт личности и её деловых качеств. В частности, графологам не удалось предсказать результаты тестирования личности по методике Айзенка и показатели исследования черт личности по методике Майерс-Бриггс; в целом метаанализ более 200 исследований показал, что графологи оказались неспособны предсказать наличие любой черты личности, выявляемой по любой методике тестирования.
Аналогично графологам не удалось достоверно оценить и трудовые способности человека: профессиональные графологи давали такую же по степени достоверности оценку, как и люди «с улицы»; широкий обзор публикаций, который произвели Кинг и Кёхлер, подтвердил, что в десятках исследований было показано отсутствие связи механических особенностей почерка (например, наклона) с трудовыми способностями человека.
При проверке методов графологии оказалось, что на поверку они являются «попросту набором интуитивных догадок, основанных на отождествлении слов, описывающих свойства почерка, со словами, описывающими свойства характера».

## В криминалистике
Графологию не следует смешивать с изучением почерка в ходе предварительного расследования уголовных дел, которое имеет в основном криминалистические задачи (см. почерковедение).